# Наволато (муниципалитет)
Наволато (исп. Navolato) — муниципалитет в Мексике, штат Синалоа, с административным центром в одноимённом городе. Численность населения, по данным переписи 2010 года, составила 135 603 человек.

## Общие сведения
Название Navolato с языка науатль можно перевести как: место изобилия опунции.
Площадь муниципалитета равна 2331 км², что составляет 4,06 % от площади штата. Он граничит с другими муниципалитетами штата Синалоа: на севере с Ангостурой и Мокорито, и на востоке с Кульяканом, а на западе и юге омывается водами Калифорнийского залива.

## Учреждение и состав
Муниципалитет был образован 27 августа 1982 года, в его состав входит 342 населённых пункта, самые крупные из которых:
| Код INEGI | Населённый пункт                                                        | Численность населения (2005 год) | Численность населения (2010 год) |
| --------- | ----------------------------------------------------------------------- | -------------------------------- | -------------------------------- |
| 018       | Всего                                                                   | 135681                           | 135603                           |
| 0001      | Наволато (исп. Navolato) (административный центр)                       | 28676                            | 29153                            |
| 0374      | Лиценьядо-Бенито-Хуарес (исп. Licenciado Benito Juárez (Campo Gobirno)) | 21626                            | 24185                            |
| 0091      | Хенераль-Анхель-Флорес (исп. General Ángel Flores (La Palma))           | 8997                             | 9812                             |
| 0355      | Сан-Педро (исп. San Pedro)                                              | 3694                             | 3848                             |
| 0041      | Эль-Кастильо (исп. El Castillo)                                         | 3008                             | 3009                             |
| 0065      | Хуан-Альдама (исп. Juan Aldama (El Tigre))                              | 2782                             | 2889                             |
| 0054      | Даутильос (исп. Dautillos)                                              | 2270                             | 2109                             |
| 0006      | Альтата (исп. Altata)                                                   | 1737                             | 2001                             |

## Экономическая деятельность
По статистическим данным 2000 года, работоспособное население занято по секторам экономики в следующих пропорциях: сельское хозяйство, скотоводство и рыбная ловля — 55,6 %, промышленность и строительство — 10,7 %, сфера обслуживания и туризма — 31,3 %, прочее — 2,4 %.

## Инфраструктура
По статистическим данным 2010 года, инфраструктура развита следующим образом:
- электрификация: 99,6 %;
- водоснабжение: 99,1 %;
- водоотведение: 98,9 %.

## Достопримечательности
- Храм Франсиска Азисского, построенный в 1950 году.
- Часовня Сан-Хосе, построенная в 1927 году.
- Несколько памятников историческим личностям.
- Пляжи в Бей-Альтата, Эль-Тамбор, рыболовные лагеря в Эль-Кастильо, Ямето, Даутильосе и Лас-Агамитасе, и острова Тетуан и Редо[3].

## Фотографии

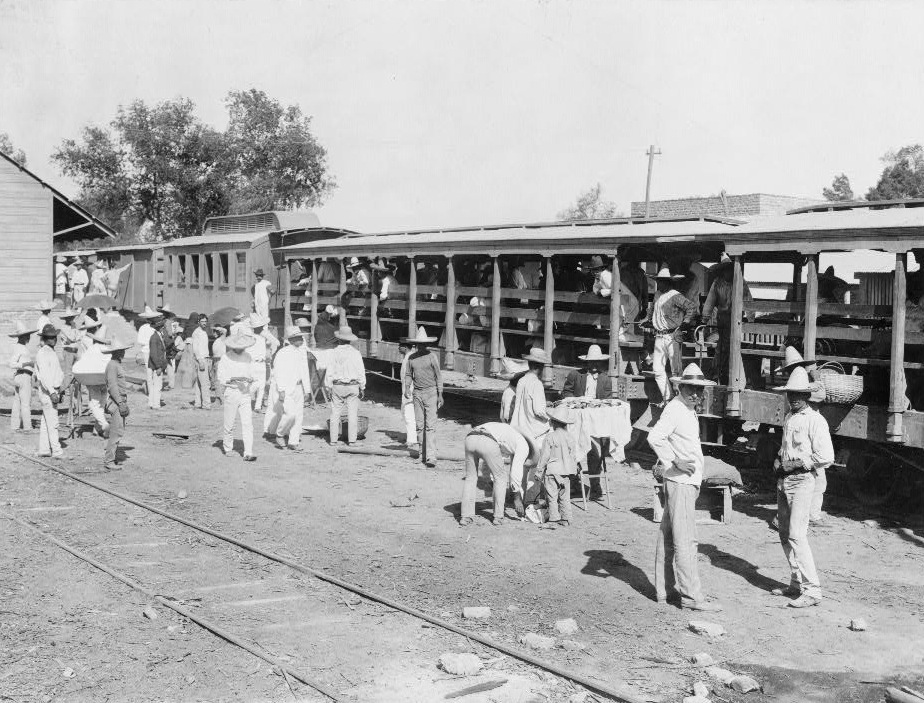
Железнодорожная станция в Наволато
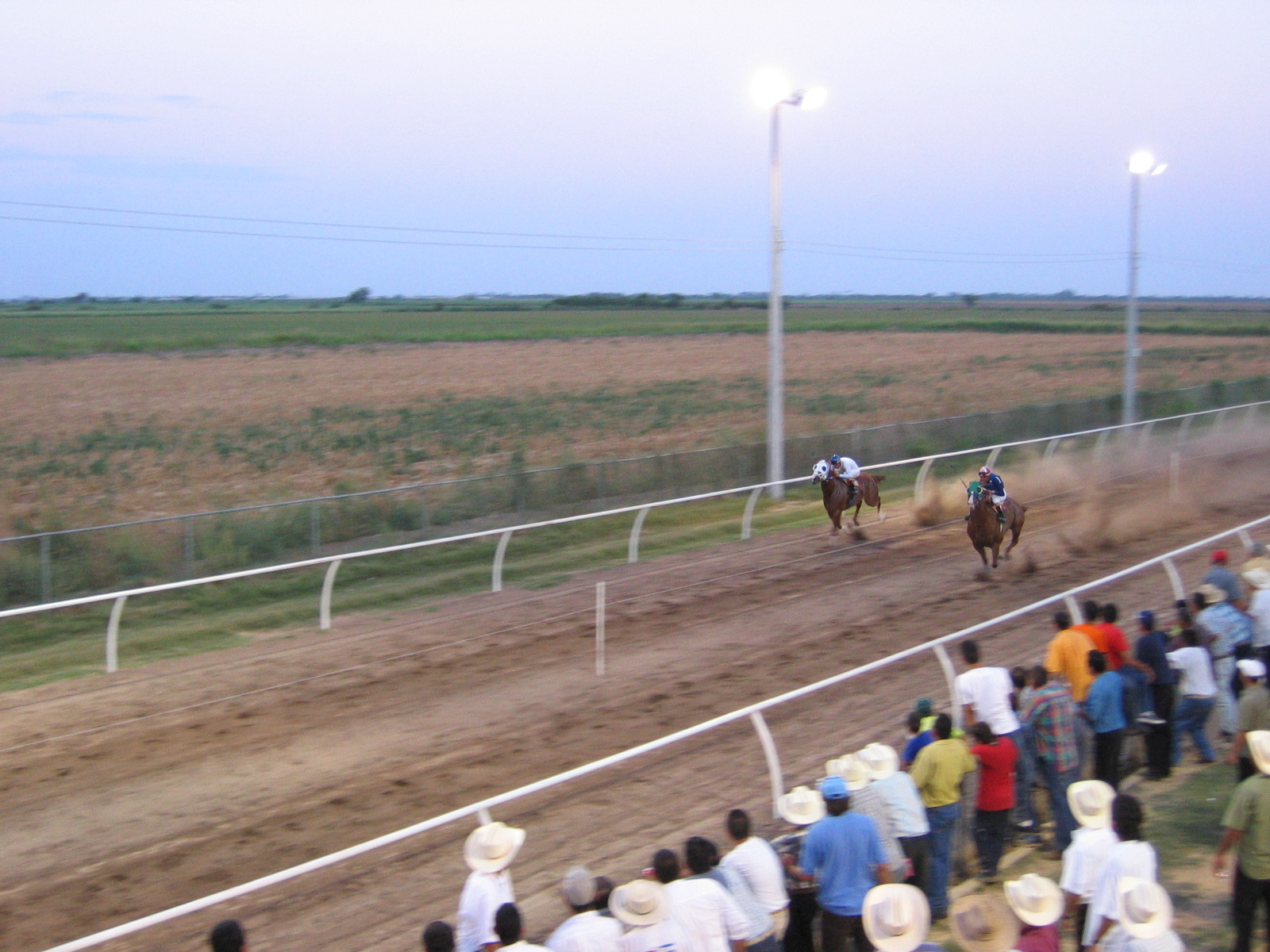
Скачки в Наволато
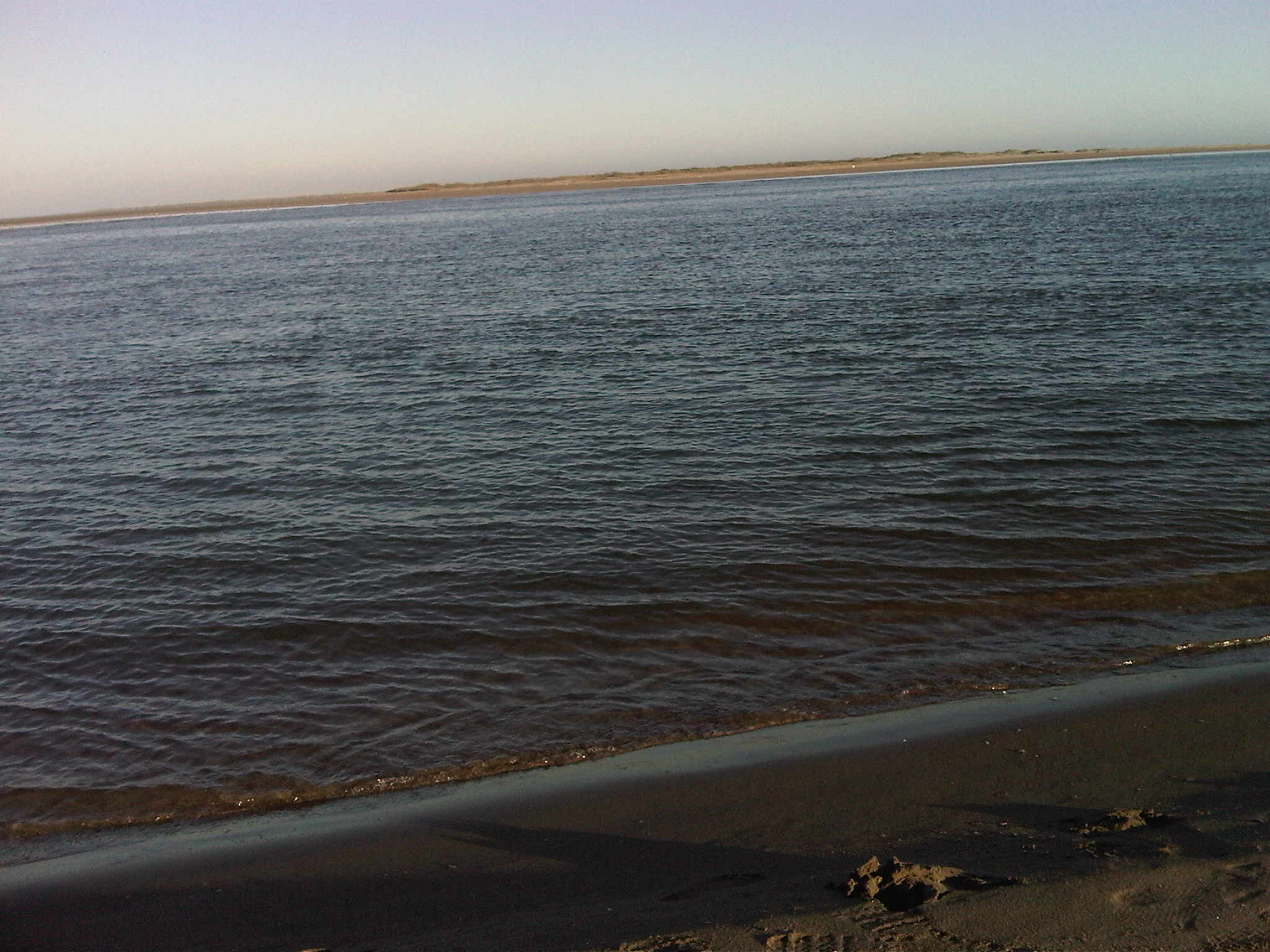
Вид на залив Альтата